# Friedhelm van den Mond
Friedhelm van den Mond (* 12. März 1932 in Oberhausen) ist ein deutscher Bergbauingenieur und Politiker (SPD).

## Beruflicher Werdegang
Van den Mond begann im April 1947 eine Lehre auf der Zeche Alstaden in Oberhausen, die er 1950 mit der Knappenprüfung abschloss. Von 1951 bis 1953 besuchte er die Bergvorschule, in den folgenden drei Jahren die Bergschule in Hamborn und ist seit 1956 Diplom-Ingenieur für Bergbau. Seit dem April 1956 arbeitete er als Steiger auf der Zeche Alstaden, 1959 wurde er Abteilungssteiger.
Nach der Schließung der Zeche Ende 1972 studierte er von 1973 bis 1977 Pädagogik, Sozial- und Politikwissenschaften an der Ruhr-Universität Bochum. Dieses Studium schloss er mit dem Ersten Staatsexamen ab, dem nach einem Referendariat in Gelsenkirchen 1979 das Zweite Staatsexamen für das Lehramt an Berufsbildenden Schulen folgte.

## Politische Laufbahn
Bereits 1946 wurde Friedhelm van den Mond Mitglied der IGBE, 1963 trat er in die SPD ein. Für diese wurde er 1969 in den Oberhausener Stadtrat gewählt und 1975 Erster Bürgermeister. Von 1979 bis 1997 amtierte er als Oberbürgermeister der Stadt. Er gab sein Amt zwei Jahre vor dem Ablauf der Legislaturperiode ab, um seinem Nachfolger Burkhard Drescher vor der ersten Direktwahl des Stadtoberhauptes einen Amtsbonus mit auf den Weg zu geben. Im Jahr 1998 wurde er zum Ehrenbürger Oberhausens ernannt, nachdem ihm bereits 1982 der Ehrenring der Stadt verliehen worden war.